# ウィガム・リチャードソン造船会社
ウィガム・リチャードソン造船会社（英語: Wigham Richardson shipbuilding company）は、イギリスの造船会社。欧州大戦（第一次世界大戦）が始まる直前頃、世界一を誇っていた。
エジンバラ出身のJane Wighamとニューカッスル・アポン・タイン (Newcastle upon Tyne) 出身の製革業者エドワード・リチャードソン (Edward Richardson) の息子である、ジョン・ウィガム・リチャードソン (John Wigham Richardson / 1837-1908) によって設立された。なお、社名は設立後に名付け変えられたものである。

## 歴史
1860年、この会社は、ジョン・ウィガム・リチャードソンの父によって彼に与えられた5,000ポンドに満たない額で準備された。ウォルセンドの地でネプチューン造船所 (Neptune Shipyard) を創立するには、彼にとってそれは十分だった。
最初の船、「ヴィクトリア (Victoria)」と名付けられた 65フィート（20m）の外輪蒸気船がタイン川に進水したのはその夏だった。その船は、ポーツマスとワイト島 (Isle of Wight) の間で、乗客や荷車や家畜類を運ぶ任に着いた。その船の額は、700ポンド程かかったと考えられる。
少なくとも19世紀末のWigham Richardson社の成功は、新世界（アメリカ）へ移民を乗せて行く客船を造る注文の殺到を通じてだった。
1903年、Wigham Richardson社はSwan and Hunter社と特別に合併した。「モーリタニア」を建造するという名声のある一流の契約（請負）を入札するためであったが、目論見通り彼らの入札は成功した。そして、「モーリタニア」は1906年9月20日に進水し、大西洋の最も早い横断を記録するブルーリボン賞 (Blue Riband) を獲得し続けた。記録は20年間も堅持された。今日でさえ、その船はいままでにタイン川で建造された最も大きな定期客船である。
会社は全盛を極め、1906年から1912年の間に船舶建造総トン数に太刀打ち出来る世界の会社は他にない。例えば、1907年における世界の造船の総トン数の15%は、Swan Hunter and Wigham Richardson社によって建造されている。